# 王翌達
王翌達（英語：Wang Yi-ta，1991年8月28日—）是台灣空手道運動員。

## 生平
王翌達的父親王申雄為空手道國際5段教練，原先王翌達於其他道館接受訓練，後來其父親開設道館親自對其進行訓練，皆在嘉義市成長並且代表嘉義市出賽，後來遷移戶籍至高雄市。王翌達國小就讀僑平國小，國中為玉山國中，高中就讀嘉義高工，在高中教練建議下由「對打」改練「型」，在國高中6年期間，創下全國中等學校運動會空手道6連霸的冠軍紀錄。
2018年3月與前香港代表隊空手道選手黎淑玲結婚。

## 國際賽
- 2018年，參加2018年亞洲運動會空手道男子型項目獲得銀牌。
- 2018年，參加2019年世界沙灘運動會空手道男子型項目獲得銀牌。
- 2021年，參加2020年夏季奧林匹克運動會，入選中華台北代表團參與空手道男子型項目。

## 註腳
1. ↑  中華台北是中華民國自1981年洛桑協議之後，參與國際賽事主要使用的國家代表隊名稱。

## 外部連結
- 王翌達的Facebook專頁 （页面存档备份，存于）
- 王翌達的Instagram帳戶